# Expropiación
La expropiación es un fenómeno de derecho público, constitucional y administrativo que consiste en la transferencia coactiva de la propiedad privada desde su titular al Estado, mediante indemnización: concretamente, a un ente de la administración pública dotado de patrimonio propio. Puede expropiarse un bien para que este sea explotado por el Estado o por un tercero.
La expropiación posee dos notas características: primera, es una transferencia de carácter coactivo, lo que hace de ella una institución característica del derecho público que no puede ser asimilada a la compraventa prevista en el derecho privado; segunda, la persona expropiada tiene derecho a recibir a cambio una indemnización equivalente al valor económico del objeto expropiado, lo que la diferencia de la confiscación.

## La expropiación forzosa en el derecho anglosajón

### Dominio eminente
En los gobiernos es más probable que comúnmente usen el poder del dominio eminente cuando la adquisición de bienes inmuebles necesarios para completar un proyecto público como por ejemplo una carretera, y el propietario de la propiedad requerida es reticente a negociar el precio de su venta. En muchas jurisdicciones el poder del dominio eminente está rebajado con el derecho a una compensación justa con respecto a la apropiación.
Algunos acuñaron el término «expropiación» para referirse a la «apropiación» bajo la ley del dominio eminente, y puede ser usada especialmente con respecto a casos donde no se realiza compensación al confiscar la propiedad.[cita requerida] Entre los ejemplos se incluyen la expropiación cubana de 1960 de propiedades a ciudadanos estadounidenses, siguiendo la ruptura de las relaciones públicas y diplomáticas entre la Administración de Eisenhower y el Gobierno cubano de Fidel Castro. Los ciudadanos estadounidenses y corporaciones mantenían vastas cantidades de propiedad inmobiliaria cubana. Las autoridades cubanas ofrecieron una compensación justa para las propiedades de los Estados Unidos, como habían hecho exitosamente para las propiedades españolas, británicas y francesas cuando nacionalizaron la propiedad privada en Cuba, por el bien común.
Sin embargo, las autoridades estadounidenses rechazaron la oferta, adhiriéndose a la noción de que esas propiedades seguían siendo posesión de intereses de los Estados Unidos cuarenta y cinco años después. Esto está en directo contraste con los recientes fallos de la Corte Suprema de Justicia Estadounidense, que permite a una corporación desplazar a un ciudadano privado de sus bienes raíces, si el desarrollo de la corporación se considera ser de beneficio propio del municipio. De esta manera se resuelven los problemas entre el dueño de la propiedad y el Gobierno.

### Condena
El término «condena» se usa para describir el acto de un Gobierno ejerciendo su autoridad de dominio eminente. No ha de ser confundido con el término del mismo nombre que describe el proceso legal por el cual la propiedad inmobiliaria, generalmente construcciones, se estima legalmente inadecuada como si habitación debido a sus defectos físicos. La condena por eminencia pública es la cantidad de una compensación justa. La condena de construcciones en suelo con riesgos de salud y seguridad o la violación flagrante de zonas no priva al propietario de la propiedad condenada pero requiere al propietario la rectificación de la situación.
El ejercicio del dominio eminente no está meramente limitado a la propiedad inmobiliaria. Los gobiernos pueden también condenar el valor en un contrato como un acuerdo de franquicia (razón por la cual muchos acuerdos de franquicia estipulan que en trámites de condenación, la franquicia de por sí no tienen ningún valor).

### Orígenes
El poder del dominio eminente en la ley Inglesa deriva de la forma de la propiedad inmobiliaria. Muchos terratenientes asumen que su derecho a la propiedad es absoluta bajo ley, pero que esto ocurra es en realidad un caso raro. En cambio, un condado u otras autoridades han creado en dominio absoluto, un concepto que deriva del fief feudal. La misma autoridad puede anular (o condenar) el dominio y confiscar el terreno, como cuando el terrateniente no paga el impuesto de propiedad.
Los países angloparlantes que nunca tuvieron un sistema feudal han perpetuado la propiedad de dominio absoluto, incluyendo el poder de dominio eminente, por continuidad legalidad, debido principalmente a que en las antiguas colonias del Imperio británico sus tierras fueron en un tiempo conquistadas por la monarquía británica, dando a la monarquía título alodial sobre esos terrenos.

## Derecho continental y español
El presupuesto de toda expropiación forzosa, como institución de derecho público, es la existencia de un interés público, legal y constitucionalmente calificado como causa de utilidad pública o interés social. El Protocolo n.º 1 a la Convención Europea de Derechos Humanos, ratificado por la mayor parte de los Estados europeos, protege expresamente el derecho a la propiedad.
Reconocida la utilidad pública o el interés social, debe también ser declarada o concretada la necesidad de ocupación de los bienes y derechos que específicamente se expropian. Finalmente, la expropiación se consuma con la ocupación de los bienes y derechos expropiados. Siendo bienes inmuebles generalmente, es menester también la práctica de la correspondiente inscripción en el Registro de la Propiedad.
Pero la justificación de la expropiación forzosa a través de la existencia previa de una causa de utilidad pública o interés social no puede considerarse completa sin mencionar la reversión de los bienes expropiados, esto es, el derecho del antiguo expropiado, o sus causahabientes, a recuperar el bien expropiado respecto del cual no ha quedado cumplida dicha causa de utilidad pública o interés social, causa que, en consecuencia, no basta que preexista sino que se cumpla o consume con las particularidades y limitaciones establecidas por la ley.
Asimismo, es esencial el pago de un justo precio o justiprecio al expropiado. Sin su pago o consignación no se produce la transferencia de la propiedad. Con todo, frente a las expropiaciones ordinarias, en las que se precisa el pago antes de la ocupación, en las expropiaciones urgentes la ocupación se anticipa al pago del justiprecio (quick condemnation en inglés).

## Expropiación de marca
Expropiación de marca es una institución de derecho público, mediante la cual el Estado actúa en beneficio de una causa de utilidad pública o de interés social, con la finalidad de obtener la transferencia forzosa a su patrimonio del derecho de propiedad de un signo distintivo utilizado por un productor o distribuidor para identificar los bienes que fabrica o vende de los de otras empresas (marca), mediante sentencia firme y pago oportuno de justa indemnización (definición basada en la definición contenida en la Ley Expropiación por causa de utilidad pública o interés social venezolana, artículo 2).

## Regulación por país

### Argentina (con especial mención a la Provincia de Buenos Aires)
Al no integrar el derecho común -delegado por las provincias al Estado Nacional, cuyo dictado encomienda la Constitución al Congreso de la Nación y resulta de aplicación en todo el territorio nacional (art. 75 inc. 12)-, la materia expropiatoria y su regulación legal varían de una provincia a otra, como así también entre la del Estado Nacional y su capital, la Ciudad Autónoma de Buenos Aires. En el ámbito nacional rige la Ley 21.499, y en la Provincia de Buenos Aires la Ley 5708. Esta última establece los requisitos que debe cumplir toda iniciativa -en el ámbito territorial de la Provincia- para convertirse en ley declarativa de utilidad propia, habilitando el procedimiento que propicia en primer término la ejecución de la expropiación mediante la firma de un acuerdo directo (también llamado avenimiento) y en caso de no obtenerse este, por medio de la acción judicial. El artículo 29, última parte, de la misma ley, creó para las tratativas directas o transacciones en sede judicial un Consejo de Expropiaciones, dependiente del Fiscal de Estado, quien ejerce su presidencia en razón de las funciones de control y representación en juicio de la Provincia que le asigna la Constitución Provincial (art. 155). El Decreto 955/72 de la Provincia de Buenos Aires reglamenta la integración y funciones del Consejo, formulando expresamente su intención de centralizar en el Fiscal de Estado el desarrollo y control integral de la expropiación, dado que -de no resultar posible el avenimiento-, será el mismo funcionario quien representará a la Provincia en el juicio expropiatorio. La intervención del Consejo se centraliza en un Secretario que depende directamente de la Presidencia del cuerpo, donde una vez promulgada la ley declarativa de utilidad pública deben ser remitidas las actuaciones para su ejecución (art. 10, Decreto 955/72), con la premura que impone el plazo dentro del cual aquel debe tener lugar, pues de lo contrario operará el abandono, o pérdida de vigencia de la ley especial de afectación (art. 47, Ley 5708).

### España
La expropiación forzosa es un acto administrativo por el que, a causa de utilidad pública o interés social, se despoja de la propiedad (o interés legítimo) a una persona, compensándola con el pago de un justiprecio. Si bien las bases genéricas se encuentran recogidas en el artículo 33.3 de la Constitución del 78,  la normativa desarrollada que rige el asunto fue aprobada por el dictador Francisco Franco por Ley de 16 de diciembre de 1954, de Expropiación Forzosa.

### Chile
La figura de la expropiación por causa de utilidad pública o interés nacional se encuentra regulada en el numeral 24 del artículo 19 de la Constitución Política de la República de Chile de 1980 y en el Decreto Ley N.º 2.186, de 1978, Ley Orgánica de Procedimiento de Expropiaciones.

### Guatemala
La expropiación está regulada en la República de Guatemala en la Constitución Política de la República –específicamente en el Título II Derechos Humanos y Capítulo I Derechos Individuales, Artículo 40 - y en el Decreto Número 529 del Congreso de la República, que constituye la Ley de expropiación, que es la ley especifica de la materia.

### México
Para la Doctrina Jurídica Mexicana la expropiación es un acto administrativo por virtud del cual una persona es privada de su propiedad ya sea parcial o totalmente, siempre que exista una causa de utilidad pública y mediante una indemnización.
Se encuentra regulada en la Constitución Política de los Estados Unidos Mexicanos que Reforma la de 5 de febrero de 1857 en el Título Primero Capítulo I  "De los Derechos Humanos y Sus Garantías" en su artículo 27 párrafos I, II y III, artículo del cual surgen una gran variedad de leyes reglamentarias pero para efectos de la figura de expropiación surge la llamada "Ley de Expropiación"  que por tratarse de una ley reglamentaria tiene por objetivo proveer en la esfera administrativa a su exacta observancia, dicha ley se encarga no solo de definir dicha institución sino que también tiene por objeto establecer las causas de utilidad pública y regular los procedimientos, modalidades y ejecución de las expropiaciones.

### El Salvador
En El Salvador, la Constitución regula la expropiación en el título del orden económico, al respecto literalmente establece: "Art. 106.- La expropiación procederá por causas de utilidad pública o de interés social, legalmente comprobados, y previa una justa indemnización.
Cuando la expropiación sea motivada por causas provenientes de guerra, de calamidad pública o cuando tenga por objeto el aprovisionamiento de agua o de energía eléctrica, o la construcción de viviendas o de carreteras, caminos o vías públicas de cualquier clase, la indemnización podrá no ser previa.
Cuando lo justifique el monto de la indemnización que deba reconocerse por los bienes expropiados de conformidad con los incisos anteriores, el pago podrá hacerse a plazos, el cual no excederá en conjunto de quince años, en cuyo caso se pagará a la persona expropiada el interés bancario correspondiente. Dicho pago deberá hacerse preferentemente en efectivo.
Se podrá expropiar sin indemnización las entidades que hayan sido creadas con fondos públicos.

Se prohíbe la confiscación ya sea como pena o en cualquier otro concepto. Las autoridades que contravengan este precepto responderán en todo tiempo con sus personas y bienes del daño inferido. Los bienes confiscados son imprescriptibles.
1. ↑  Constitución Política de los Estados Unidos Mexicanos
2. ↑  Ley de Expropiación (Leyes Mexicanas)